# Arrondissement Saint-Dié-des-Vosges

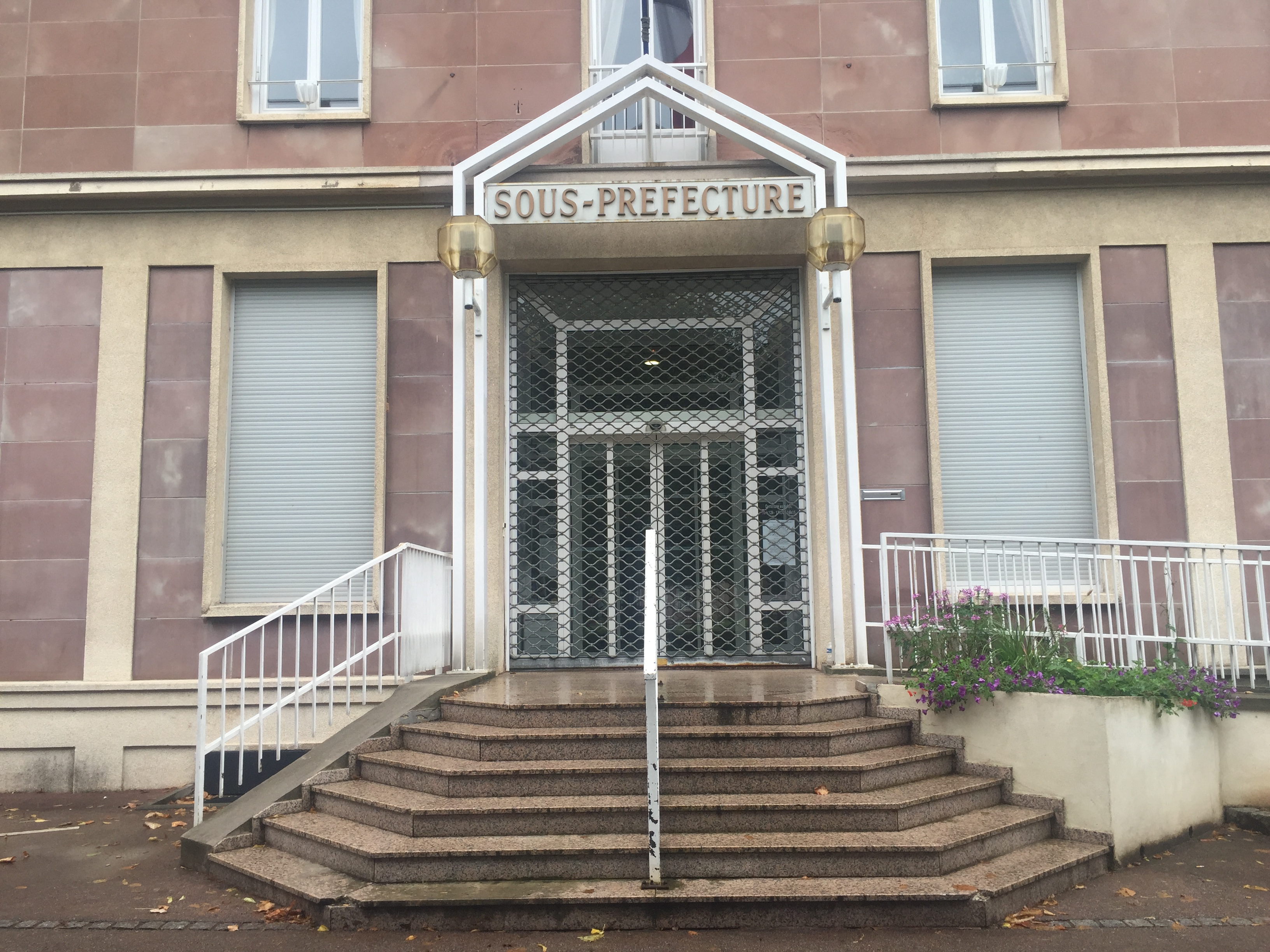
Verwaltungsgebäude der Unterpräfektur

Das Arrondissement Saint-Dié-des-Vosges ist eine Verwaltungseinheit des französischen Départements Vosges in der Region Grand Est (bis Ende 2015 Lothringen). Hauptort (Unterpräfektur) ist Saint-Dié-des-Vosges.
Das Arrondissement besteht aus 116 Gemeinden.

## Gemeinden
| 1. Allarmont (88005)               | 2. Anould (88009)                     | 3. Arrentès-de-Corcieux (88014)           | 4. Ban-de-Laveline (88032)           |
| 5. Ban-de-Sapt (88033)             | 6. Ban-sur-Meurthe-Clefcy (88106)     | 7. Barbey-Seroux (88035)                  | 8. Beauménil (88046)                 |
| 9. Belmont-sur-Buttant (88050)     | 10. Belval (88053)                    | 11. Bertrimoutier (88054)                 | 12. Biffontaine (88059)              |
| 13. Bois-de-Champ (88064)          | 14. Brouvelieures (88076)             | 15. Bruyères (88078)                      | 16. Celles-sur-Plaine (88082)        |
| 17. Champdray (88085)              | 18. Champ-le-Duc (88086)              | 19. Charmois-devant-Bruyères (88091)      | 20. Châtas (88093)                   |
| 21. Cheniménil (88101)             | 22. Coinches (88111)                  | 23. Combrimont (88113)                    | 24. Corcieux (88115)                 |
| 25. Denipaire (88128)              | 26. Destord (88130)                   | 27. Deycimont (88131)                     | 28. Docelles (88135)                 |
| 29. Domfaing (88145)               | 30. Entre-deux-Eaux(88159)            | 31. Étival-Clairefontaine (88165)         | 32. Faucompierre (88167)             |
| 33. Fays (88169)                   | 34. Fiménil (88172)                   | 35. Fontenay (88175)                      | 36. Fraize (88181)                   |
| 37. Frapelle (88182)               | 38. Fremifontaine (88184)             | 39. Gemaingoutte (88193)                  | 40. Gérardmer (88196)                |
| 41. Gerbépal (88198)               | 42. Girecourt-sur-Durbion (88203)     | 43. Grandrupt (88215)                     | 44. Grandvillers (88216)             |
| 45. Granges-Aumontzey (88218)      | 46. Gugnécourt (88222)                | 47. Herpelmont (88240)                    | 48. Hurbache (88245)                 |
| 49. Jussarupt (88256)              | 50. La Bourgonce (88068)              | 51. La Chapelle-devant-Bruyères (88089)   | 52. La Croix-aux-Mines (88120)       |
| 53. La Grande-Fosse (88213)        | 54. La Houssière (88244)              | 55. La Neuveville-devant-Lépanges (88322) | 56. La Petite-Fosse (88345)          |
| 57. La Petite-Raon (88346)         | 58. La Salle (88438)                  | 59. Laval-sur-Vologne (88261)             | 60. Laveline-devant-Bruyères (88262) |
| 61. Laveline-du-Houx (88263)       | 62. La Voivre (88519)                 | 63. Le Beulay (88057)                     | 64. Le Mont (88306)                  |
| 65. Lépanges-sur-Vologne (88266)   | 66. Le Puid (88362)                   | 67. Le Roulier (88399)                    | 68. Le Saulcy (88444)                |
| 69. Le Tholy (88470)               | 70. Le Valtin (88492)                 | 71. Le Vermont (88501)                    | 72. Les Poulières (88356)            |
| 73. Les Rouges-Eaux (88398)        | 74. Lesseux (88268)                   | 75. Liézey (88269)                        | 76. Lubine (88275)                   |
| 77. Lusse (88276)                  | 78. Luvigny (88277)                   | 79. Mandray (88284)                       | 80. Méménil (88297)                  |
| 81. Ménil-de-Senones (88300)       | 82. Mortagne (88315)                  | 83. Moussey (88317)                       | 84. Moyenmoutier (88319)             |
| 85. Nayemont-les-Fosses (88320)    | 86. Neuvillers-sur-Fave (88326)       | 87. Nompatelize (88328)                   | 88. Nonzeville (88331)               |
| 89. Pair-et-Grandrupt (88341)      | 90. Pierrepont-sur-l’Arentèle (88348) | 91. Plainfaing (88349)                    | 92. Prey (88359)                     |
| 93. Provenchères-et-Colroy (88361) | 94. Raon-l’Étape (88372)              | 95. Raon-sur-Plaine (88373)               | 96. Raves (88375)                    |
| 97. Rehaupal (88380)               | 98. Remomeix (88386)                  | 99. Saint-Dié-des-Vosges (88413)          | 100. Sainte-Marguerite (88424)       |
| 101. Saint-Jean-d’Ormont (88419)   | 102. Saint-Léonard (88423)            | 103. Saint-Michel-sur-Meurthe (88428)     | 104. Saint-Remy (88435)              |
| 105. Saint-Stail (88436)           | 106. Saulcy-sur-Meurthe (88445)       | 107. Senones (88451)                      | 108. Taintrux (88463)                |
| 109. Vervezelle (88502)            | 110. Vexaincourt (88503)              | 111. Vienville (88505)                    | 112. Vieux-Moulin (88506)            |
| 113. Viménil (88512)               | 114. Wisembach (88526)                | 115. Xamontarupt (88528)                  | 116. Xonrupt-Longemer (88531)        |

## Ehemalige Gemeinden seit 2015
bis 2015:
Aumontzey, Colroy-la-Grande, Granges-sur-Vologne, Provenchères-sur-Fave

## Neuordnung der Arrondissements 2019

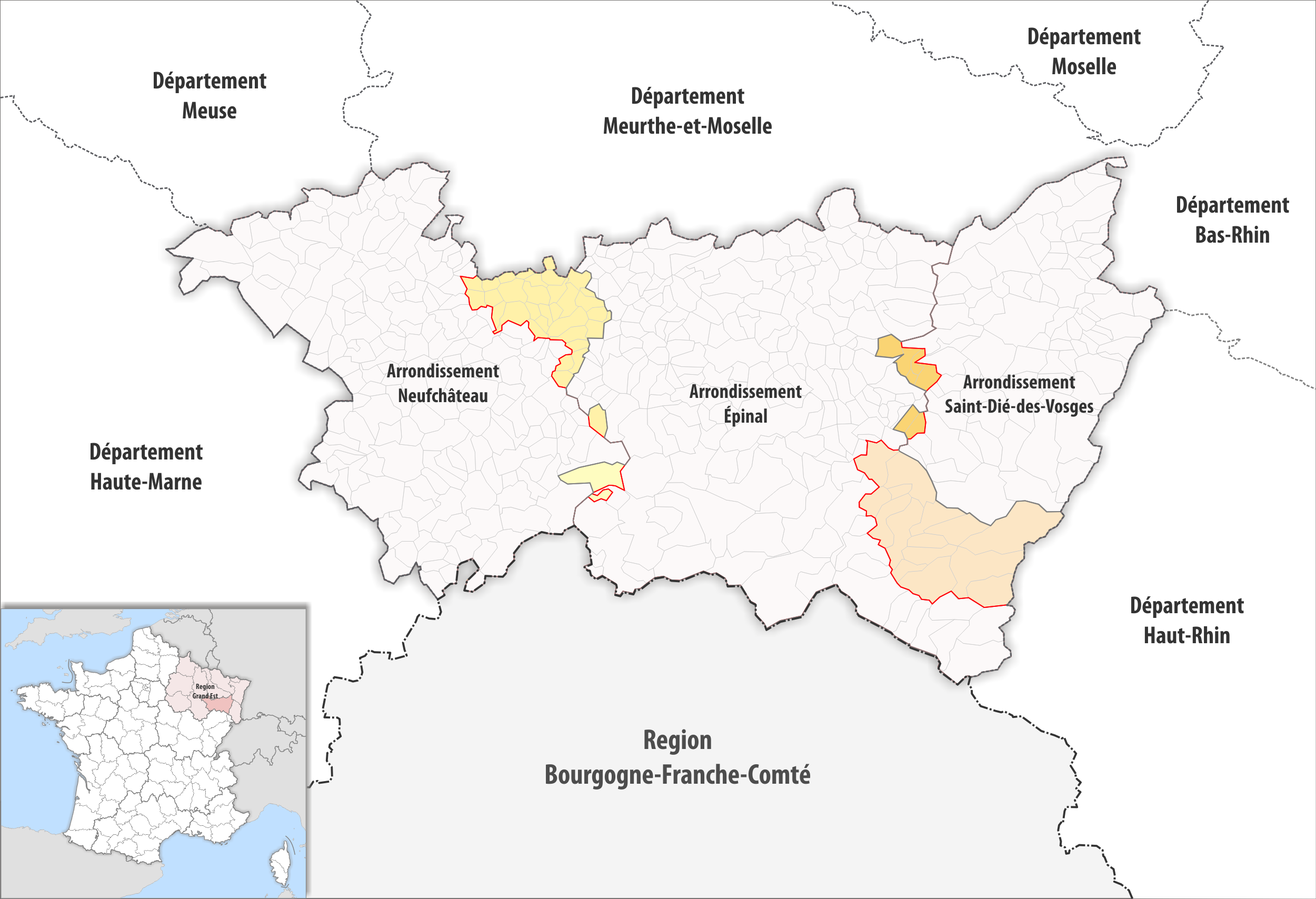
Arrondissements-anpassungen im Jahr 2019

Der Erlass des Präfekten der Region Grand Est vom 24. Oktober 2018 legte mit Wirkung zum 1. Januar 2019 eine Neuordnung des Zuschnitts der Arrondissements des Départements Vosges fest.
Durch die Neuordnung der Arrondissements im Jahr 2019 wurde die Fläche der 7 Gemeinden Belmont-sur-Buttant, Brouvelieures, Domfaing, Fremifontaine, Herpelmont, Jussarupt und Vervezelle aus dem Arrondissement Saint-Dié-des-Vosges dem Arrondissement Épinal zugewiesen.
Dafür wechselten aus dem Arrondissement Épinal die Fläche der 15 Gemeinden Basse-sur-le-Rupt, Cornimont, Cleurie, Gerbamont, La Bresse, La Forge, Le Syndicat, Le Tholy, Rochesson, Sapois, Saulxures-sur-Moselotte, Tendon, Thiéfosse, Vagney und Ventron zum Arrondissement Saint-Dié-des-Vosges.

## Neuordnung der Arrondissements 2024
Der Erlass der Präfektin der Region Grand Est vom 15. September 2023 legte mit Wirkung zum 1. Januar 2024 eine Neuordnung des Zuschnitts der Arrondissements des Départements Vosges fest.
- Folgende 34 Gemeinden wechselten vom Arrondissement Épinal zum Arrondissement Saint-Dié-des-Vosges: Beauménil, Belmont-sur-Buttant, Brouvelieures, Bruyères, Champ-le-Duc, Charmois-devant-Bruyères, Cheniménil, Destord, Deycimont, Docelles, Domfaing, Faucompierre, Fays, Fiménil, Fontenay, Fremifontaine, Girecourt-sur-Durbion, Grandvillers, Gugnécourt, Herpelmont, Jussarupt, La Neuveville-devant-Lépanges, Laval-sur-Vologne, Laveline-devant-Bruyères, Laveline-du-Houx, Le Roulier, Lépanges-sur-Vologne, Méménil, Nonzeville, Pierrepont-sur-l’Arentèle, Prey, Vervezelle, Viménil, Xamontarupt

- Folgende 14 Gemeinden wechselten vom Arrondissement Saint-Dié-des-Vosges zum Arrondissement Épinal: Basse-sur-le-Rupt, Cleurie, Cornimont, Gerbamont, La Bresse, La Forge, Le Syndicat, Rochesson, Sapois, Saulxures-sur-Moselotte, Tendon, Thiéfosse, Vagney, Ventron